# Mielul la oraș
Mielul la oraș (în engleză Sheep in the Big City) este un serial de animație american creat de Mo Willems pentru Cartoon Network și al nouălea serial Cartoon Cartoons. Episodul pilot al serialului și-a dat premiera pe 18 august 2000, înainte de premiera oficială pe 17 noiembrie 2000.
Willems a creat anterior The Off-Beats pentru serialul Ka-Blam! de la Nickelodeon înainte să lucreze la acest serial. Desenul urmărește un miel fugit de acasă, Mielul, în noua sa viață în "marele oraș", unde încearcă să evite a fi prins de o organizație militară secretă. De asemenea, sunt arătate diverse schițe și scurt-metraje ce nu au legătură, similar cu Rocky și Bullwinkle. Cu un accent pe umor sofisticat (în particular literal), folosind forme diferite de retorică de la personaje la intrigi, a inclus referințe comice la realizarea de filme și difuzarea televizată.
Pe atunci, premiera desenului Mielul la oraș a fost cea mai urmărită premieră pentru un serial original al Cartoon Network.
Serviciile de animație au fost realizate în Coreea de Sud la Rough Draft Korea. Acesta a fost primul serial original al Cartoon Network produs de Curious Pictures, care a produs mai târziu Nume de Cod: Clanul Nebunaticilor de Alături în 2002.
În România, serialul a avut premiera pe Cartoon Network in 2000, iar mai târziu a fost scos din grilă. Serialul a fost redifuzat in iulie 2012 cu ocazia difuzării blocului de program Festivalul Comediei, după aceea a fost scos din nou din grilă dupa terminarea blocului.

## Personaje
- Mielul (en. Sheep) - Un miel și protagonistul serialului. Este deținut de fermierul John, care l-a numit Miel din cauza faptului că "când era mic arăta ca un miel". Mielul are o viață grea - între a fi fugărit de militaritate și încercând să îl vadă pe pudelul Șilchi, pudelul pe care Mielul îl iubește, fără să fie lovit în cap de Doamna Anițescu cu peruca sa. Mielul nu vorbește deloc ci behăie.
- Generalul Particularitate (en. General Specific) - Principalul personaj negativ al serialului. Este liderul prost al Organizației Secrete Militare care vrea să îl prindă pe Miel pentru Arma sa cu raze de oi.
- Fermierul John (en. Farmer John) - John este stăpânul original al Mielului care îl caută să îl ia înapoi la fermă.
- Ben Plotz - Naratorul serialului
- Soldatul Civil (en. Private Public) - Soldatul Civil este mâna dreaptă a Generalului Particularitate. Este întotdeauna în spatele Generalului și, având în vedere că este mai deștept, ar prefera să primească ordine decât să le dea.
- Savantul nebun (en. The Angry Scientist) - Un savant care adesea tânguiește că este un savant nervos în loc de nebun și este creierul organizației dar are o apucare limitată a limbii engleze (referindu-se la asta prin fraza "Why are you not my Englishness be understanding? All the timing with that.").
- Doamna Anițescu (en. Lady Virginia Richington) - Doamna Anițescu este stăpâna lui Șilchi. Ea este destul de bogată și deține majoritatea orașului și nu este niciodată văzută fără giuvaerurile sale și hainele sale darnice. De vreme ce nu arată prea intimidantă, are o ură severă pe Miel în general și de fiecare dată când vrea să se iubească cu Șilchi, doamna Anițescu îl lovește întotdeauna cu peruca sa.
- Pudelul Șilchi (en. Swanky the Poodle) - Șilchi este un pudel de care Mielul este îndrăgostit care, din fericire, îi dă câtăva atenție. Este deținut de Doamna Anițescu.
- Lisa Rental - Lisa este o fetiță rea și enervantă care îl crede pe Miel un "cățeluș" și îl vrea cu orice preț.

## Episoade
| N/o            | Titlu în română                                        | Titlu în engleză                                |
| -------------- | ------------------------------------------------------ | ----------------------------------------------- |
|                |                                                        |                                                 |
| EPISODUL PILOT |                                                        |                                                 |
|                |                                                        |                                                 |
| 00             | '                                                      | Chapter 1: In The Baaa-ginning                  |
| 00             | Chapter 2: Sheep on the Lam                            |                                                 |
| 00             | Chapter 3: So We Bleat Again                           |                                                 |
|                |                                                        |                                                 |
| PRIMUL SEZON   |                                                        |                                                 |
|                |                                                        |                                                 |
| 01             | Capitolul 1: Nu mai plânge inimioara mea               | Chapter 1: Be Still My Bleating Heart!          |
| 01             | Capitolul 2: Dragoste de mielușel                      | Chapter 2: Mutton But Love!                     |
| 01             | Capitolul 3: Vei fi a mea?                             | Chapter 3: Wool You Be Mine?                    |
|                |                                                        |                                                 |
| 02             | Capitolul 1: Ce vremuri fericite!                      | Chapter 1: They Were The Baaa-st Of Times!      |
| 02             | Capitolul 2: A behăii sau a nu behăii                  | Chapter 2: To Bleat or Not To Bleat!            |
| 02             | Capitolul 3: Sunt un simplu mielușel                   | Chapter 3: iLamb What iLamb!                    |
|                |                                                        |                                                 |
| 03             | '                                                      | Chapter 1: It’s a Dis-Graze!                    |
| 03             | '                                                      | Chapter 2: Ewe Fleece in the Sky with Diamonds! |
| 03             | '                                                      | Chapter 3: Belle of the Baaaah!                 |
|                |                                                        |                                                 |
| 04             | '                                                      | Chapter 1: Wool Ewe Ever Change?                |
| 04             | '                                                      | Chapter 2: Angora Get You, Sucker!              |
| 04             | '                                                      | Chapter 3: Going Off the Sheep End!             |
|                |                                                        |                                                 |
| 05             | Capitolul 1: Săraca inimă a mielului                   | Chapter 1: Can’t Live Without Ewe!              |
| 05             | Capitolul 2: Lasă-mă să termin                         | Chapter 2: Wool You Let Me Finish?              |
| 05             | Capitolul 3: N-am mai auzit așa ceva!                  | Chapter 3: I Never Herd of Such a Thing!        |
|                |                                                        |                                                 |
| 06             | Capitolul 1: Săr-baaa-tori fericite!                   | Chapter 1: ’Tis the Sheep-Son to be Jolly!      |
| 06             | Capitolul 2: Acasă de săr-baaa-tori!                   | Chapter 2: Home for the Baaa-lidays!            |
| 06             | Capitolul 3: Fii cuminte sau nu papi oiță!             | Chapter 3: Behave or You Won’t Get Mutton!      |
|                |                                                        |                                                 |
| 07             | '                                                      | Chapter 1: Bosom Baaa-dies!                     |
| 07             | '                                                      | Chapter 2: They’ll Flock To See Ya!             |
| 07             | '                                                      | Chapter 3: 15 Muttons Of Fame!                  |
|                |                                                        |                                                 |
| 08             | '                                                      | Chapter 1: Don’t Flock the Boat!                |
| 08             | '                                                      | Chapter 2: Flying by the Bleat of Your Pants!   |
| 08             | '                                                      | Chapter 3: The Agony of De-Bleat!               |
|                |                                                        |                                                 |
| 09             | '                                                      | Chapter 1: Baaa-ck In Time!                     |
| 09             | '                                                      | Chapter 2: It was Many Shears Ago!              |
| 09             | '                                                      | Chapter 3: Turning the Flock Ahead!             |
|                |                                                        |                                                 |
| 10             | Capitolul 1: Cum nu se poate mai beee-ne!              | Chapter 1: Ain’t Mutton Better!                 |
| 10             | Capitolul 2: Încântat de cunoștință!                   | Chapter 2: Fleeced to Meet You!                 |
| 10             | Capitolul 3: Tre-beee să faci ce tre-beee să faci!     | Chapter 3: You Hoof to do What You Hoof to do!  |
|                |                                                        |                                                 |
| 11             | Capitolul 1: Clubul oițelor                            | Chapter 1: The Bleat-nik Club!                  |
| 11             | Capitolul 2: S-a născut o stea                         | Chapter 2: A Star is Shorn!                     |
| 11             | Capitolul 3: O să scape?                               | Chapter 3: Wool He Make it?                     |
|                |                                                        |                                                 |
| 12             | '                                                      | Chapter 1: Mistaken Identi-Sheep!               |
| 12             | '                                                      | Chapter 2: Take the Mutton and Run!             |
| 12             | '                                                      | Chapter 3: It Wasn’t Me… Was it Ewe?            |
|                |                                                        |                                                 |
| 13             | '                                                      | Chapter 1: A Lamb for all Seasons!              |
| 13             | '                                                      | Chapter 2: To Sheep, Perchance to Dream!        |
| 13             | '                                                      | Chapter 3: Some Pun on the Word Sheep!          |
|                |                                                        |                                                 |
| SEZONUL 2      |                                                        |                                                 |
|                |                                                        |                                                 |
| 14             | '                                                      | Chapter 1: Jailhouse Flock!                     |
| 14             | '                                                      | Chapter 2: My Fair Lamby!                       |
| 14             | '                                                      | Chapter 3: Wish You Were Shear!                 |
|                |                                                        |                                                 |
| 15             | '                                                      | Chapter 1: Baah-dern Times: Mutton to Eat       |
| 15             | '                                                      | Chapter 2: Wool Work For Food!                  |
| 15             | '                                                      | Chapter 3: Shear Luck!                          |
|                |                                                        |                                                 |
| 16             | '                                                      | Chapter 1: Hoof I got a Surprise for Ewe!       |
| 16             | '                                                      | Chapter 2: Flock up in the Sky!                 |
| 16             | '                                                      | Chapter 3: Mutton can Stop me Now!              |
|                |                                                        |                                                 |
| 17             | '                                                      | Chapter 1: I Haven’t Herd from You in Ages!     |
| 17             | '                                                      | Chapter 2: My, How Ewe have Changed!            |
| 17             | '                                                      | Chapter 3: Can I Baah-row a Cup of Sugar?       |
|                |                                                        |                                                 |
| 18             | '                                                      | Chapter 1: I Fought the Baah and the Baah Won!  |
| 18             | '                                                      | Chapter 2: Can’t Bleat the System!              |
| 18             | '                                                      | Chapter 3: The Wool of the People               |
|                |                                                        |                                                 |
| 19             | '                                                      | Chapter 1: Put on Your Dancing Ewes!            |
| 19             | '                                                      | Chapter 2: Party of the Shear!                  |
| 19             | '                                                      | Chapter 3: Can’t Stop the Bleat!                |
|                |                                                        |                                                 |
| 20             | '                                                      | Chapter 1: Lamb-Baa-sted!                       |
| 20             | '                                                      | Chapter 2: I Haven’t Seen You in Shears!        |
| 20             | '                                                      | Chapter 3: Daddy Shear-est!                     |
|                |                                                        |                                                 |
| 21             | '                                                      | Chapter 1: Ewe Only Live Twice!                 |
| 21             | '                                                      | Chapter 2: In Her Majesty’s Sheepy Service!     |
| 21             | '                                                      | Chapter 3: The Wool Is Not Enough!              |
|                |                                                        |                                                 |
| 22             |                                                        | Chapter 1: I’m Mutton Without You!              |
| 22             | Chapter 2: It’s a Cashmere-icle!                       |                                                 |
| 22             | Chapter 3: Beauty and the Bleats!                      |                                                 |
|                |                                                        |                                                 |
| 23             | '                                                      | Chapter 1: It was a Very Good Shear!            |
| 23             | '                                                      | Chapter 2: An Officer and a Gentle-Lamb!        |
| 23             | '                                                      | Chapter 3: Wool Metal Jacket!                   |
|                |                                                        |                                                 |
| 24             | '                                                      | Chapter 1: All American Shear-o!                |
| 24             | '                                                      | Chapter 2: Oh, the Ewe-manity!                  |
| 24             | '                                                      | Chapter 3: Mutton can Save us Now!              |
|                |                                                        |                                                 |
| 25             | '                                                      | Chapter 1: Graze Under Fire!                    |
| 25             | '                                                      | Chapter 2: Who Lamb I?!                         |
| 25             | '                                                      | Chapter 3: Here Goes Mutton!                    |
|                |                                                        |                                                 |
| 26             |                                                        | Chapter 1: Baa-hind The Scenes                  |
| 26             | Chapter 2: There’s no Bleat-ness like Show Bleat-ness! |                                                 |
| 26             | Chapter 3: Hey! Put a Flock in it, Bub!                |                                                 |
|                |                                                        |                                                 |

## Legături externe
- Mielul la oraș la Big Cartoon DataBase
- Mielul la oraș la Internet Movie Database
- Mielul la oraș la TV.com

1. ↑  „Cartoon Cartoon Summer”. Cartoon Network. Arhivat din original la 15 august 2000. Accesat în 28 decembrie 2012.
2. ↑  Perlmutter, David (2018). The Encyclopedia of American Animated Television Shows. Rowman & Littlefield. p. 545. ISBN 978-1538103739.
3. ↑  „Eliciting a Sheepish Grin - Cartoon Network's campaign for Sheep in the City - Brief Article | Brandweek | Find Articles at BNET”. Arhivat din original la 15 august 2009. Accesat în 2 iulie 2008.